# Just Dogs
Just Dogs (Brasil: Apenas Cachorros ) é um curta-metragem de animação da série Silly Symphonies de 1932, dirigido por Burt Gillett. Ele marcou a primeira aparição solo de Pluto.

## Enredo
Companheiro de Pluto no canil, quebra a cerca e permite que todos os outros cães saiam também. No parque, o cão que ajudou a Pluto no início passa a segui-lo muito de perto para a alegria de Pluto, até que ele desenterra um osso enorme e dá-lo para Pluto (que particularmente não queria compartilhar). Mas logo todos os outros cães que escaparam estão correndo atrás do osso.